# Stenocercus fimbriatus
Stenocercus fimbriatus là một loài thằn lằn trong họ Tropiduridae. Loài này được Avila-Pires miêu tả khoa học đầu tiên năm 1995.